# 아불 파잘 모하마드 아흐사누딘 초두리
아불 파잘 모하마드 아흐사누딘 초두리(벵골어: আবুল ফজল মোহাম্মদ আহসানউদ্দিন চৌধুরী, 1915년 7월 1일~2001년 11월 12일)는 1982년부터 1983년까지 방글라데시의 대통령을 지낸 벵골의 공무원이다.

## 생애
초두리는 1915년에 태어났다. 그는 졸업했고 다카 대학교에서 법학학사 학위를 받았다. 그는 1942년에 벵골 공무원 (사법)에 들어갔고, 그 후 실렛, 랑푸르, 다카에서 지방 판사로 근무했다. 1968년 12월 17일 당시 파키스탄의 대통령이었던 아유브 칸에 의해 다카 고등법원의 판사로 임명되었고, 1974년 1월 30일 대법원 항소부의 판사로 임명되었다. 그는 1977년 7월 1일 군에서 은퇴했다.

## 정치
1982년 3월 군사 쿠데타 이후 후세인 모하마드 에르샤드 육군 참모총장이 계엄 행정 책임자로 권력을 잡았고, 1982년 3월 27일 아흐사누딘 초두리는 1983년 12월 10일까지 방글라데시의 대통령으로 재임했다. 에르샤드는 아흐사누딘을 해임하고 대통령직에 올랐다.